# Macolor macularis

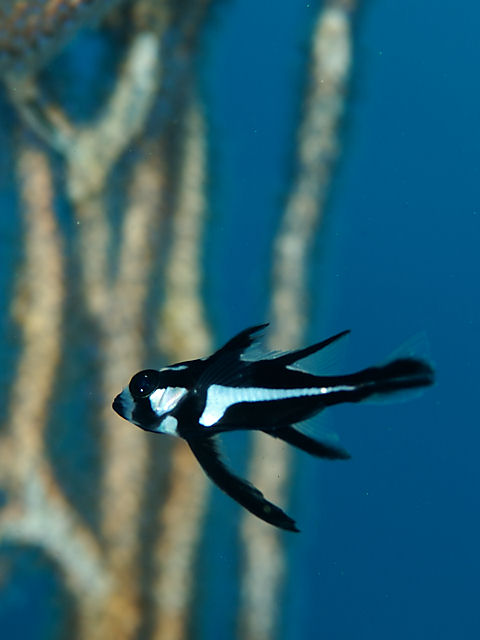
Juvenil de M. macularis en Izu, Japón.

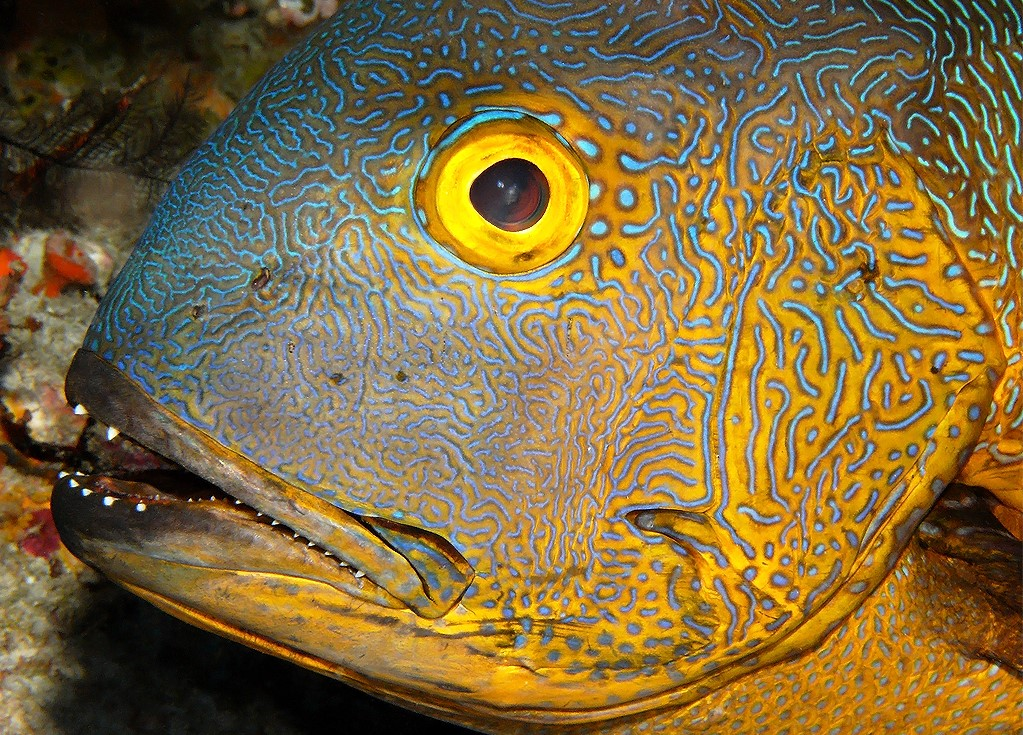
Detalle de la cabeza de un ejemplar adulto de M. macularis

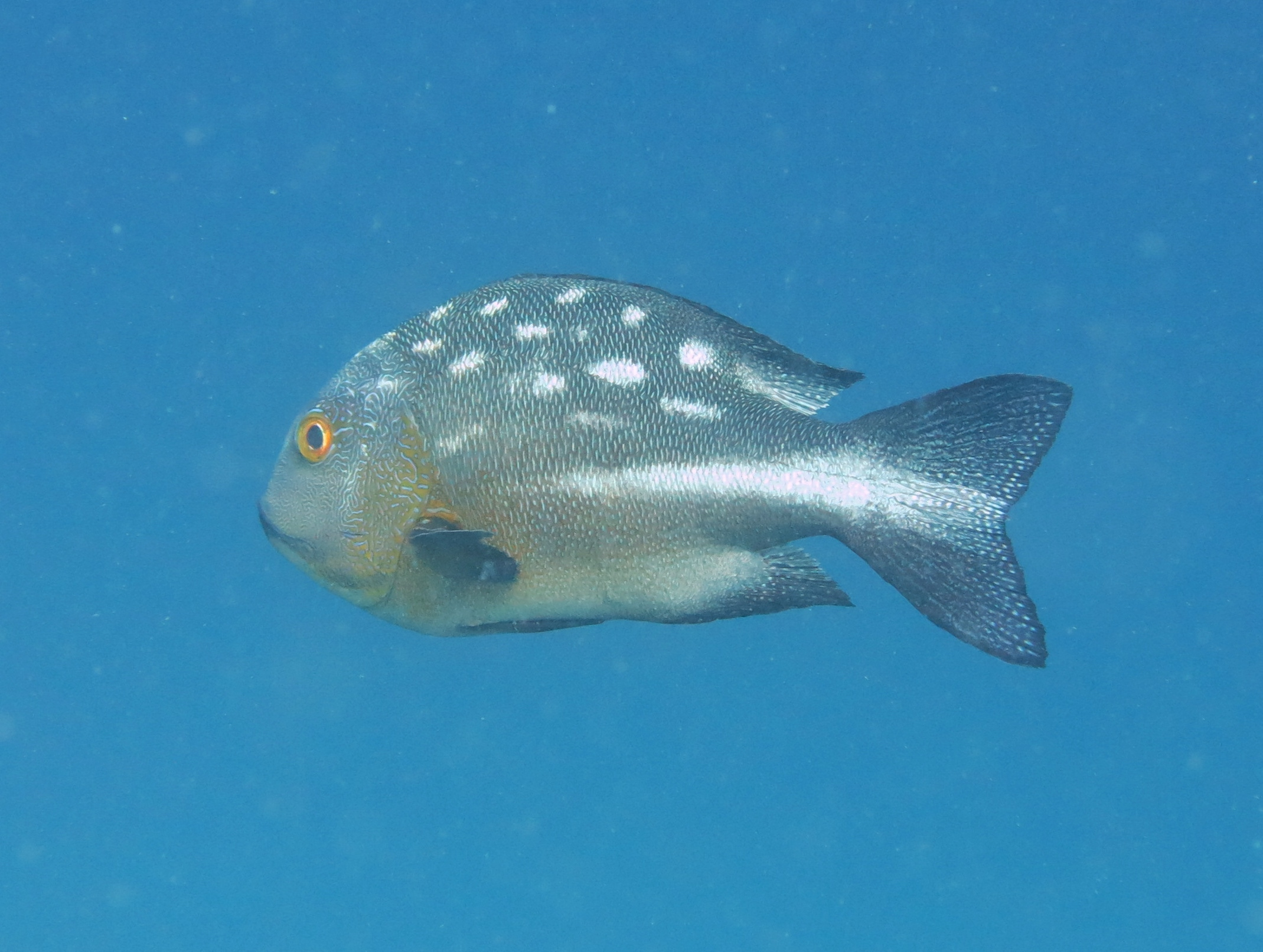
Ejemplar subadulto en Indonesia

Macolor macularis es una especie de peces de la familia Lutjanidae en el orden de los Perciformes.

## Morfología
El hueso preorbital es más ancho que el diámetro del ojo. La boca es grande, y el maxilar se extiende por debajo de la mitad anterior del ojo. Tiene una muesca oscura en el extremo inferior del opérculo. 
Los juveniles tienen las aletas y la parte superior del cuerpo negras, con puntos blancos en la espalda; la mitad inferior del cuerpo es blanca, con una línea negra horizontal desde las aletas pectorales hasta la parte inferior de la aleta caudal. Los adultos tienen los ojos amarillos.
Tienen 10 espinas y 13-14 radios blandos dorsales; y 3 espinas y 10 radios blandos anales.
Los machos pueden llegar alcanzar los 60 cm de longitud total.

## Alimentación
Come, de noche, principalmente zooplancton grande.

## Hábitat
Es un pez de mar de clima tropical y asociado a los  arrecifes de coral que vive entre 3-90 m de profundidad. Los adultos habitan laderas de lagunas, canales y arrecifes exteriores, comúnmente en laderas de arrecifes profundos. Pueden ocurrir en pequeños grupos. Los juveniles ocurren solitarios en laderas de arrecifes protegidos, con crinoideos, entre corales Acropora ramificados o grandes esponjas. Ocasionalmente se juntan con ejemplares de M. niger.

## Distribución geográfica
Se encuentra desde las Islas Ryukyu hasta Australia y Melanesia. Es especie nativa de Australia, Chagos, Isla Christmas (Australia), Filipinas, Fiyi, Guam, Indonesia, Japón, Kiribati, Malasia, Maldivas, islas Marianas del Norte, Micronesia, Nueva Caledonia, Palaos, Papúa Nueva Guinea, islas Ryukyu, islas Salomón, Taiwán, Timor Leste, Tonga, Vanuatu y Vietnam.

## Uso comercial
Es una especie habitual en los mercados de su área de distribución, principalmente fresco.